# نورا بیز
نورا بیز (انگلیسی: Nora Bayes؛ ۸ اکتبر ۱۸۸۰ – ۱۹ مارس ۱۹۲۸) یک موسیقی‌دان اهل ایالات متحده آمریکا بود.